# Sheldon Riley
Sheldon Riley, pseudonimo di Sheldon Hernandez (Sydney, 14 marzo 1999), è un cantante australiano.
Ha rappresentato l'Australia all'Eurovision Song Contest 2022 con il brano Not the Same.

## Biografia
Nato in Australia da padre filippino e da madre australiana, Sheldon Riley è salito alla ribalta nel 2018 con la sua partecipazione alla settima edizione della versione locale del talent show The Voice, dove si è piazzato 3º nella finale. Dallo stesso anno ha iniziato a pubblicare cover e brani inediti.
Nel novembre 2021 è stato confermato fra gli undici partecipanti di Eurovision - Australia Decides 2022, evento che ha selezionato il rappresentante dell'Australia all'Eurovision Song Contest, dove ha presentato l'inedito Not the Same. Nell'evento, svoltosi il 26 febbraio, il cantante si è piazzato al 2º posto sia nel voto della giuria che in quello del pubblico, ottenendo però abbastanza punti da venire proclamato vincitore e quindi rappresentante nazionale all'Eurovision a Torino. Nel maggio successivo, dopo essersi qualificato dalla seconda semifinale, Sheldon Riley si è esibito nella finale eurovisiva, dove si è piazzato al 15º posto su 25 partecipanti con 125 punti totalizzati.

## Vita privata
Ha reso pubblica la sua condizione di persona con autismo ed è apertamente gay.

## Discografia

### Singoli
- 2018 – Fire
- 2020 – More Than I
- 2021 – Left Broken
- 2021 – Again
- 2022 – Not the Same